# Pommiers-en-Forez
 Pommiers-en-Forez  es una población y comuna francesa, situada en la región de Ródano-Alpes, departamento de Loira, en el distrito de Roanne y cantón de Saint-Germain-Laval.

## Historia
La comuna se denominó Pommiers hasta el 25 de febrero de 2020.

## Demografía
| 437 | 410 | 322 | 323 | 296 | 374 |
| Para los censos de 1962 a 1999 la población legal corresponde a la población sin duplicidades (Fuente: INSEE [Consultar]) |     |     |     |     |     |